# Bruno Cicogna
Bruno Cicogna (Venezia, 23 maggio 1937 – Venezia, 25 ottobre 2014) è stato un calciatore italiano, di ruolo ala.

## Caratteristiche tecniche
Era una pura ala sinistra, pratico nel servire gli attaccanti con sapienti escamotage.

## Carriera
Crebbe calcisticamente nel vivaio del Venezia ed esordì con la prima squadra nel campionato 1955-1956.
Venne acquistato dal Bari nel mercato estivo della stagione 1958-1959 per la cifra di 20 milioni di lire e debuttò in Serie A sin dalla prima giornata, il 21 settembre 1958 in Bari-Bologna (0-0).
Mise a segno uno dei tre goal con cui il Bari espugnò il campo del Milan per 3-1, nel campionato 1960-1961 (29ª giornata, 30 aprile 1961).
Rimase per gran parte della propria carriera proprio a Bari dove si guadagnò lentamente la stima e la fiducia dei tifosi e divenne capitano. Realizzò il record provvisorio delle presenze; attualmente con le sue 260 gare disputate in dieci stagioni è il quinto calciatore nella classifica delle presenze della squadra pugliese.
Nel 1968 si trasferisce infine al Pescara, con cui disputa tre campionati in Serie C prima del ritiro avvenuto nel 1971.
In carriera ha totalizzato complessivamente 81 presenze e 5 reti in Serie A e 154 presenze e 27 reti in Serie B.

## Dopo il ritiro
Dopo aver concluso la carriera, tornò nella natia Venezia, dove fu dipendente comunale.
Nel 1988, in occasione della festa per gli ottant'anni del Bari Calcio fu premiato dalla società biancorossa per la sua fedeltà alla maglia.
È deceduto nel 2014 all'età di 77 anni.

## Statistiche

### Presenze e reti nei club
| Stagione  | Club    | Campionato | Campionato | Campionato |
| Stagione  | Club    | Comp       | Pres       | Reti       |
| --------- | ------- | ---------- | ---------- | ---------- |
| 1956-1957 | Venezia | B          | 4          | -          |
| 1957-1958 | Venezia | B          | 32         | 4          |
| 1958-1959 | Bari    | A          | 28         | 1          |
| 1959-1960 | Bari    | A          | 18         | 0          |
| 1960-1961 | Bari    | A          | 11         | 2          |
| 1961-1962 | Bari    | B          | 31         | 12         |
| 1962-1963 | Bari    | B          | 32         | 5          |
| 1963-1964 | Bari    | A          | 24         | 2          |
| 1964-1965 | Bari    | B          | 18         | 2          |
| 1965-1966 | Bari    | C          | 29         | 3          |
| 1966-1967 | Bari    | C          | 32         | 3          |
| 1967-1968 | Bari    | B          | 37         | 4          |
| 1968-1969 | Pescara | C          | 26         | 0          |
| 1969-1970 | Pescara | C          | 31         | 1          |
| 1970-1971 | Pescara | C          | 23         | 0          |

## Palmarès

### Club

#### Competizioni nazionali
- Serie C: 2

Venezia: 1955-1956
Bari: 1966-1967